# Offida
 (janvier 2021).
Si vous disposez d'ouvrages ou d'articles de référence ou si vous connaissez des sites web de qualité traitant du thème abordé ici, merci de compléter l'article en donnant les références utiles à sa vérifiabilité et en les liant à la section « Notes et références ».
Offida est une commune italienne d'environ 4 900 habitants située dans la province d'Ascoli Piceno et la région des Marches (d'Ancône) en Italie centrale.

## Géographie
Offida est une petite localité des Marches de 5 300 habitants entre Ascoli Piceno et la mer à 20 km de San Benedetto del Tronto, à 100 km d’Ancône, dans une région de collines tapissée de vignobles, de vergers, de champs de céréales et parsemée de bosquets, le tout descendant vers la mer adriatique.

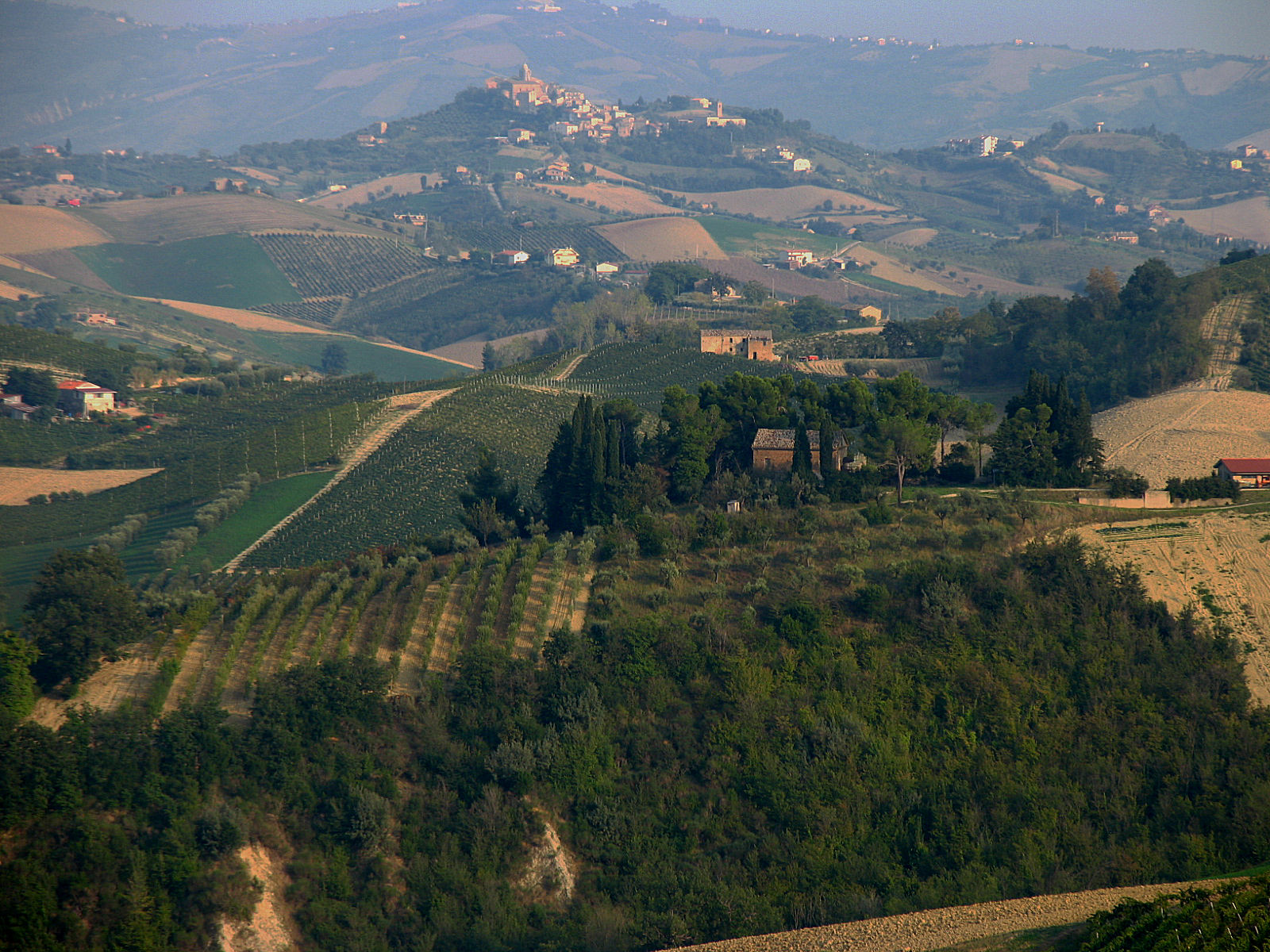
Campagne des Marches offidiennes

Le territoire est situé entièrement entre les vallées du fleuve Tesino (au nord) et du fleuve Tronto (au sud). 
Le centre habité doit son plan irrégulier à l’éperon rocheux sur lequel il se dresse à 292 m d'altitude, découpé des deux branches résultantes du torrent Lama, affluent du Tronto. Il est classé comme zone à risque sismique dans la zone 2 (sismicité moyenne).
Il se trouve à environ 30 km d’Ascoli Piceno, capitale provinciale, et à 100 km d’Ancône, capitale régionale.

## Toponyme
Liée à l’incertitude de ses origines, la forme Ophida, ou Ophide, comme il apparaît dans les premiers témoignages médiévaux, fait l’objet d’études qui n’ont pas abouti à une conclusion partagée. Les thèses liées à une origine grecque (d’Ophis, serpent) ou romaine (d’Oppidum, ville fortifiée), entre autres théories, sont aussi crédibles que celle qui fait remonter le nom à l’union des deux racines d’origine indo-européenne : Oph (riche) et Ida (montagne, colline).

## Histoire
Les origines d’Offida sont plutôt controversées. Le même toponyme fait l’objet de différentes interprétations et n’aide pas à se former une idée certaine de la façon dont est né le centre habité. Dans le territoire d’Offida, l’on trouve des tombes picentines (VIIe – Ve siècles av. J.-C.) et des vestiges romains, mais il n’y a aucune trace historique certaine jusqu’en 578 quand les habitants d'Ascoli en fuite en raison de l’invasion lombarde fondèrent plusieurs châteaux dans les collines du picenum, y compris Offida.
Selon certains historiens, Offida aurait déjà été un centre important au VIIe siècle, devenant le siège d’un Gastald. Il y aurait des traces du même à l’époque carolingienne et sous le Saint-Empire romain germanique quand la ville prit une grande importance.
C’est en 1039 que remonte le premier témoignage historique certain, lorsque Longinus d’Azone cède à l’abbaye de Farfa le château d’Ophida. 

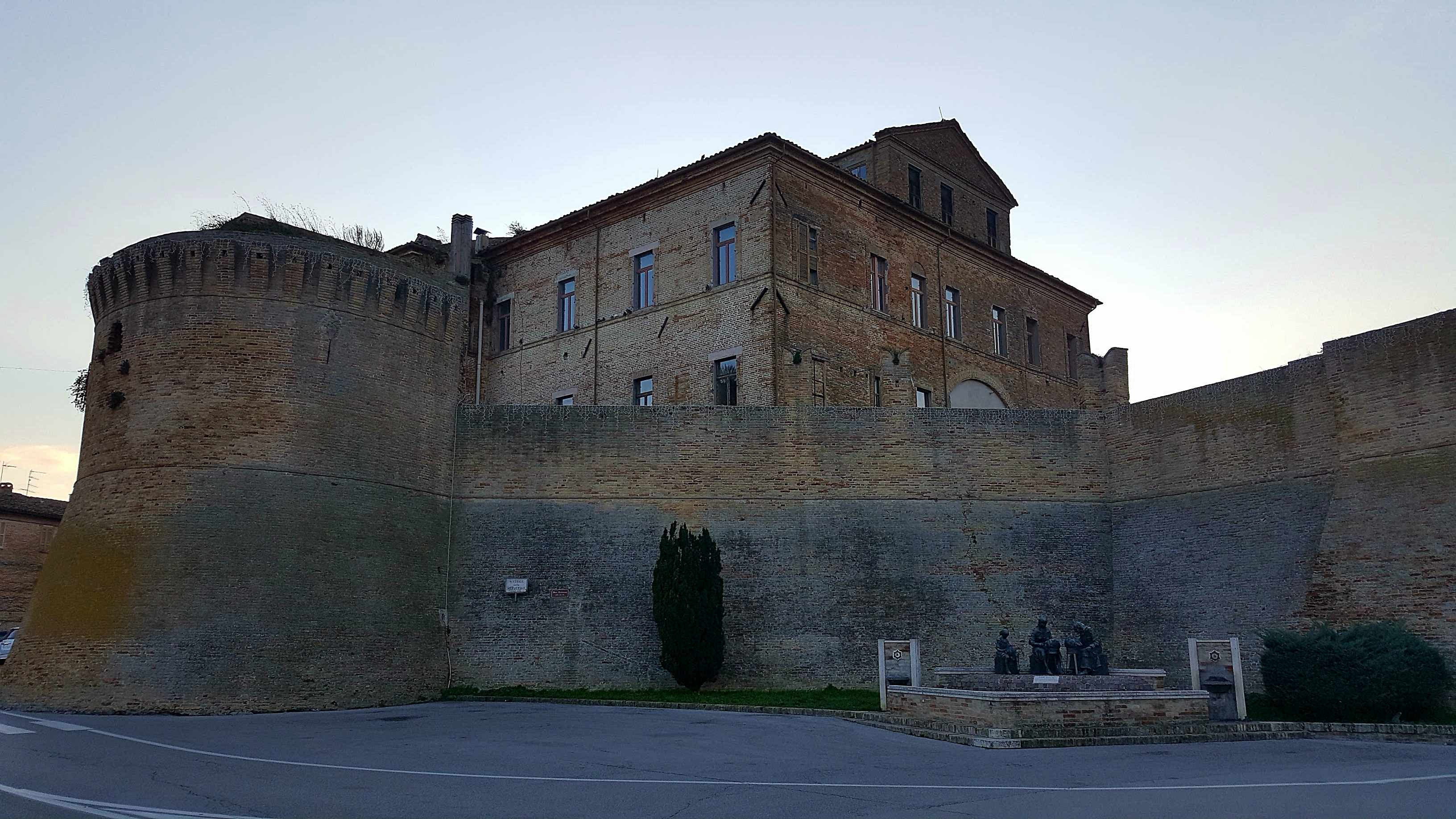
Les remparts du.

En 1261, une bulle du pape Urbain IV confirme les pouvoirs de l’abbaye de Farfa en instituant le Presidato Farfense, une sorte de gouvernorat détaché de Farfa et indépendant de tout diocèse.
En 1292, le pape Nicolas IV accorde aux communes des Marches la faculté d’élire podestat, consul et prieur. Pour Offida et pour d’autres grands centres des Marches de l’époque, il s’agit d’une reconnaissance officielle pour des institutions déjà en place et éprouvées.
Comme tout le territoire picénien, la période allant du XIIIe au XVIe siècle est caractérisée par les guerres entre Ascoli et Fermo avec les Offidiens qui prennent les parts de cette dernière. Les terribles luttes internes entre guelfes et gibelins aboutissant à de nombreux faits de sang.
Au milieu du XVIe siècle, Offida conclut une trêve avec Ascoli et, dans les mêmes années, tout ce qui se trouvait sous la gouvernance de Farfa passe sous la juridiction de l’État de l’Église. 
Après un siècle sous le diocèse de Montalto, Offida passe sous le diocèse d’Ascoli.
En 1831, le pape Grégoire XVI élève Offida au rang de ville.

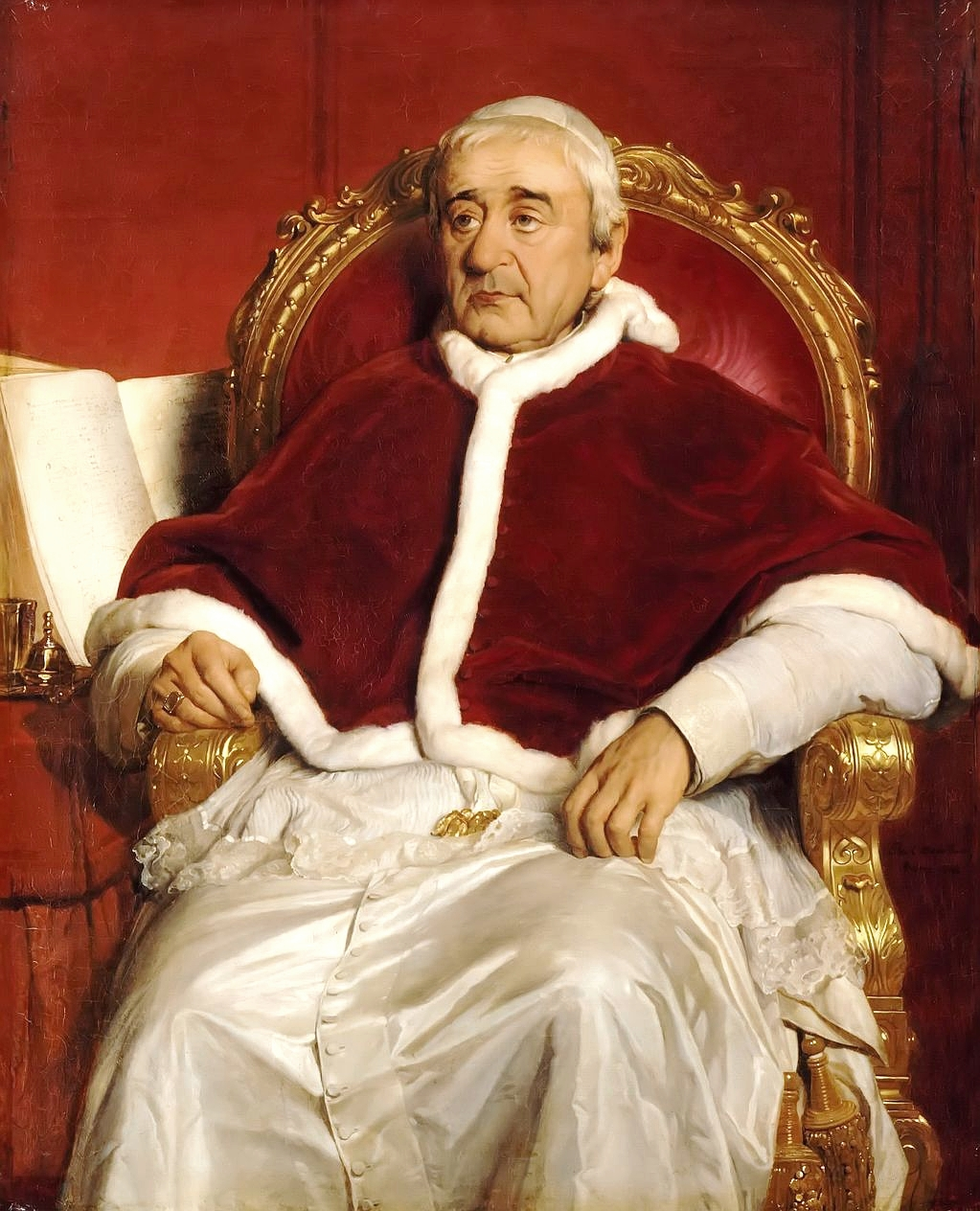
Grégoire XVI par Paul Delaroche.

Avec la fin du XIXe siècle commence le passage d’une économie exclusivement agricole à une présence artisanale marquée jusqu’au développement de petites industries d’une petite ville qui, aujourd’hui, n’est plus ce point de référence important qui a été pendant des siècles.
Pendant la Seconde Guerre mondiale, pendant la période de l’occupation allemande et de la République sociale italienne, la famille Talamonti cacha et protégea de la déportation les membres d’une famille de réfugiés juifs grecs, les Ventura, arrivés à Offida en 1942 en domicile forcé.  
Pour cet engagement de solidarité, le 19 novembre 1979, l’Institut Yad Vashem de Jérusalem a conféré la haute distinction des justes parmi les nations à Adelino Talamonti et à son fils Fides, ainsi qu’à Camillo Talamonti et à ses fils Fernando et Emma (sœur Fernanda). 
En juin 1944, les troupes allemandes firent sauter le pont de la trame électrique qui reliait Offida à la gare de Castel di Lama et le pont de la route Mezzina sur le torrent Lava, deux ponts aménagés sous les ravins qui entouraient Offida, dans le centre historique, les principales sources de communication (téléphone et télégraphe) et le transformateur qui fournissait le courant électrique au hameau Cappuccini furent détruites. 
En 2010, elle a été le siège des championnats du monde de cyclisme juniors auxquels ont participé pas moins de 49 nations, un événement vraiment impressionnant pour un pays si petit si l’on pense que le siège précédent était Moscou et le suivant Copenhague. Valentina Vezzali a participé à la cérémonie d’ouverture

## Monuments et patrimoine
Offida est entrée le 2 mai 2008 dans le club des Bourgs les plus beaux d’Italie. 
On y peut voir des restes de murs médiévaux avec des tours, tandis que, de la forteresse du XVIe siècle, subsiste un tronçon de muraille et deux tours cylindriques.

### architecture religieuse

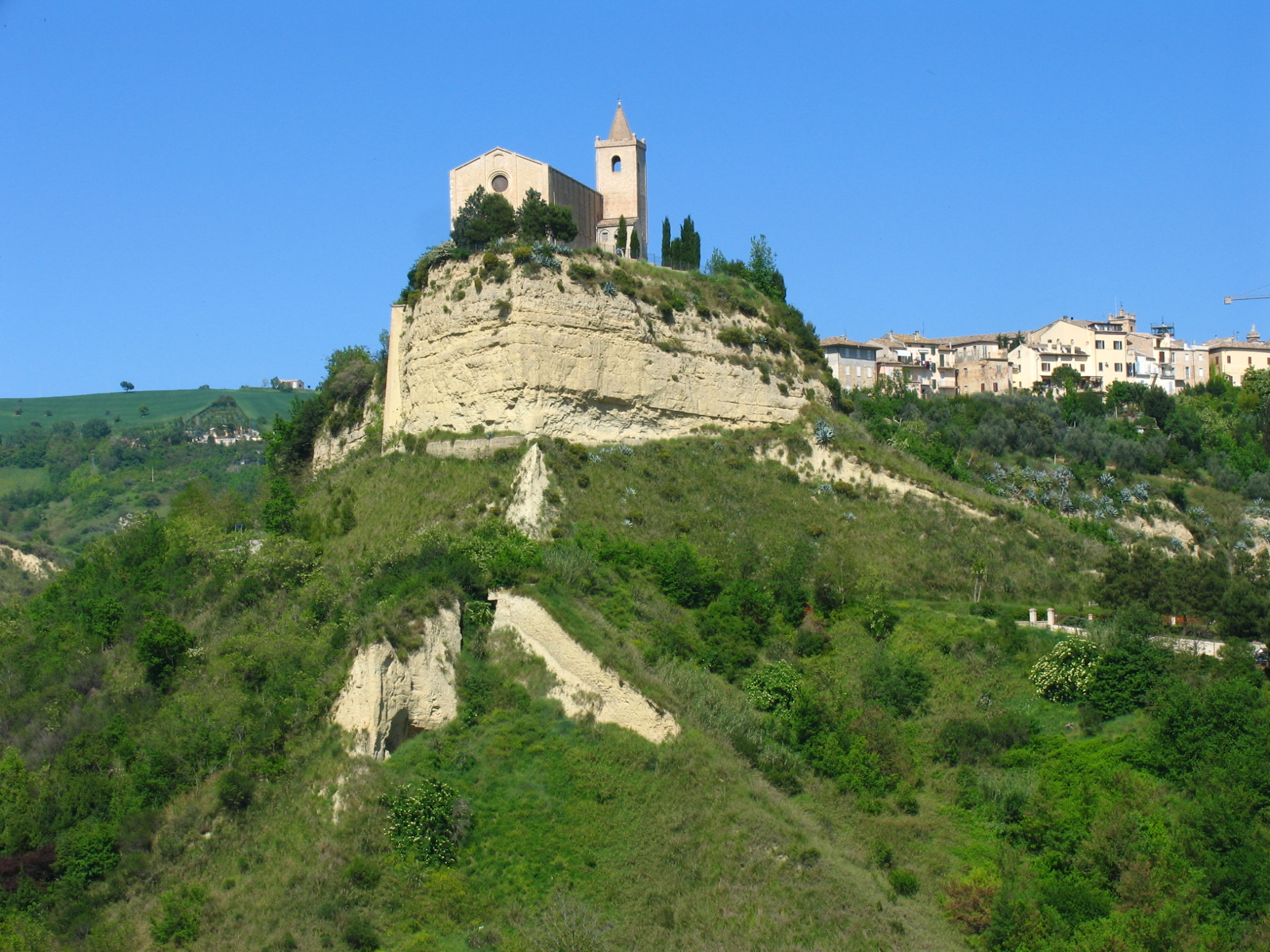
Santa Maria della Rocca

- Santa Maria della Rocca : Située à l’extrémité occidentale de la ville, elle est entourée sur trois côtés par des falaises qui la découpent en exaltant son imposant et en l’ouvrant au regard de deux vallées. La grande construction en briques de style roman-gothique est due au Maître Albertino qui l’a érigée en 1330 sur la petite église bénédictine préexistante. Les fresques sont du Maestro di Offida et Giacomo da Campli et un retable a fresco de Vincenzo Pagani.

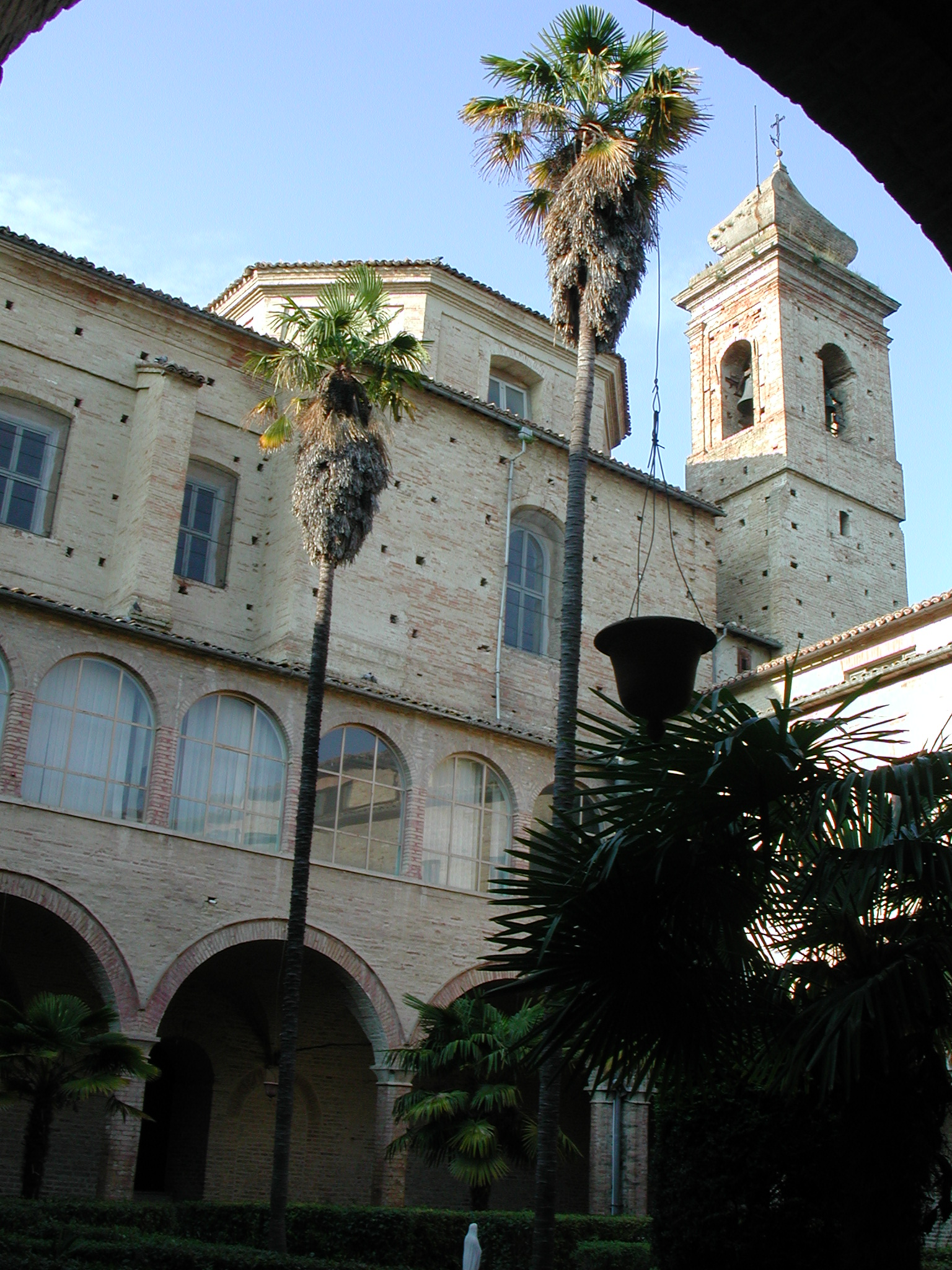
Cloître de Sant'Agostino

- Sanctuaire de Sant'Agostino : À la suite de l’arrivée des reliques relatives au miracle eucharistique, l’église originelle de la Maddalena fut remplacée par une église plus grandiose, que les augustins décidèrent d’intituler précisément à Sant'Agostino. Sa construction a duré de 1338 à 1441. La façade est baroque (1686). L’intérieur fut modifié et agrandi au XVIIIe siècle avec un plan en croix latine, avec un dôme dans le tiburium et un vêtement tardif en stuc et des meubles en bois précieux (chœur et confessionnelles en racine de noyer de l’ébéniste ophidien Alessio Donati). Toujours à l’intérieur, on conserve une croix reliquaire très précieuse (la croix sainte qui conserve la relique dudit miracle), œuvre en argent doré réalisée à Venise au XIVe siècle et un autre reliquaire d’art régional des Marches datant du Quattrocento.
- Église de la Madonna del Suffragio : Sur la façade à l’est se trouvent deux petites portes en travertin du XIVe siècle, une frise en terre cuite de style roman et un architravertin en travertin aux frises byzantines. Toujours sur la même façade se trouve l’entrée d’origine de l’église de Sant’Antonio abate avec sur le côté une fresque de Simone de Magistris dédiée au même saint, très détériorée en tant qu’exposée à l’extérieur. L’intérieur à trois nefs fut réalisé au XVIIIe siècle. On y conserve une statue en bois du XVe siècle et un squelette en bois du XVIIIe siècle représentant la mort, que jadis la Compagnie du Suffrage portait comme emblème en procession.
- Monastère de San Marco : Érigé en monastère franciscain au XIVe siècle sur un site bénédictin préexistant, il a vécu plusieurs changements au cours des siècles. Depuis 1655, il accueille des religieuses bénédictines tandis que l’actuelle église de San Marco en style baroque a été construit en 1738 occupant la partie centrale de l’original construit en 1359 de style roman-gothique et dont sont revenus à la lumière un grand portail avec une rosace surélevée (actuellement non visible parce qu’enfermé dans le mur d’enceinte). Le côté sud sur la place Baroncelli, en plus du portail à kiosque d’accès à l’église (1574) présente les arcs gothiques originaux et monophores fermés, ainsi que sur le côté nord qui cependant n’est pas visible parce qu’enfermé par les murs d’enceinte du monastère. Dans le monastère sont conservées quelques fresques du XIV e et XVe siècles.
- Église dell’Addolorata : Église du XVe siècle à nef unique avec une élégante loggetta du XVIe siècle sur le devant et une corniche en terre cuite. À l’intérieur se trouve le cercueil, c’est-à-dire le char à baldaquin finement décoré sur lequel est placée la statue du Christ mort qui est portée en procession le vendredi saint.

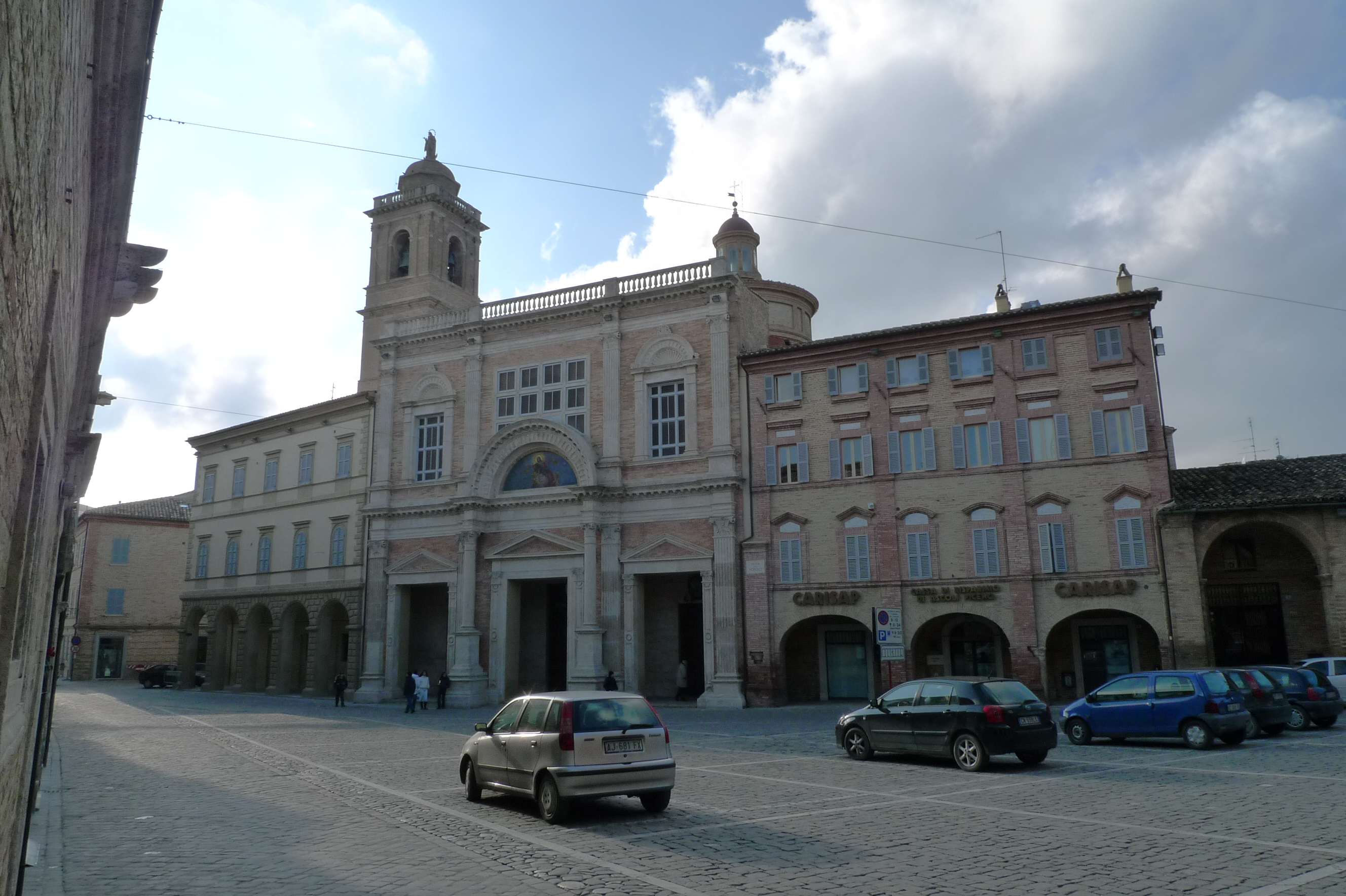
Versant de l’église Collégiale d'Offida

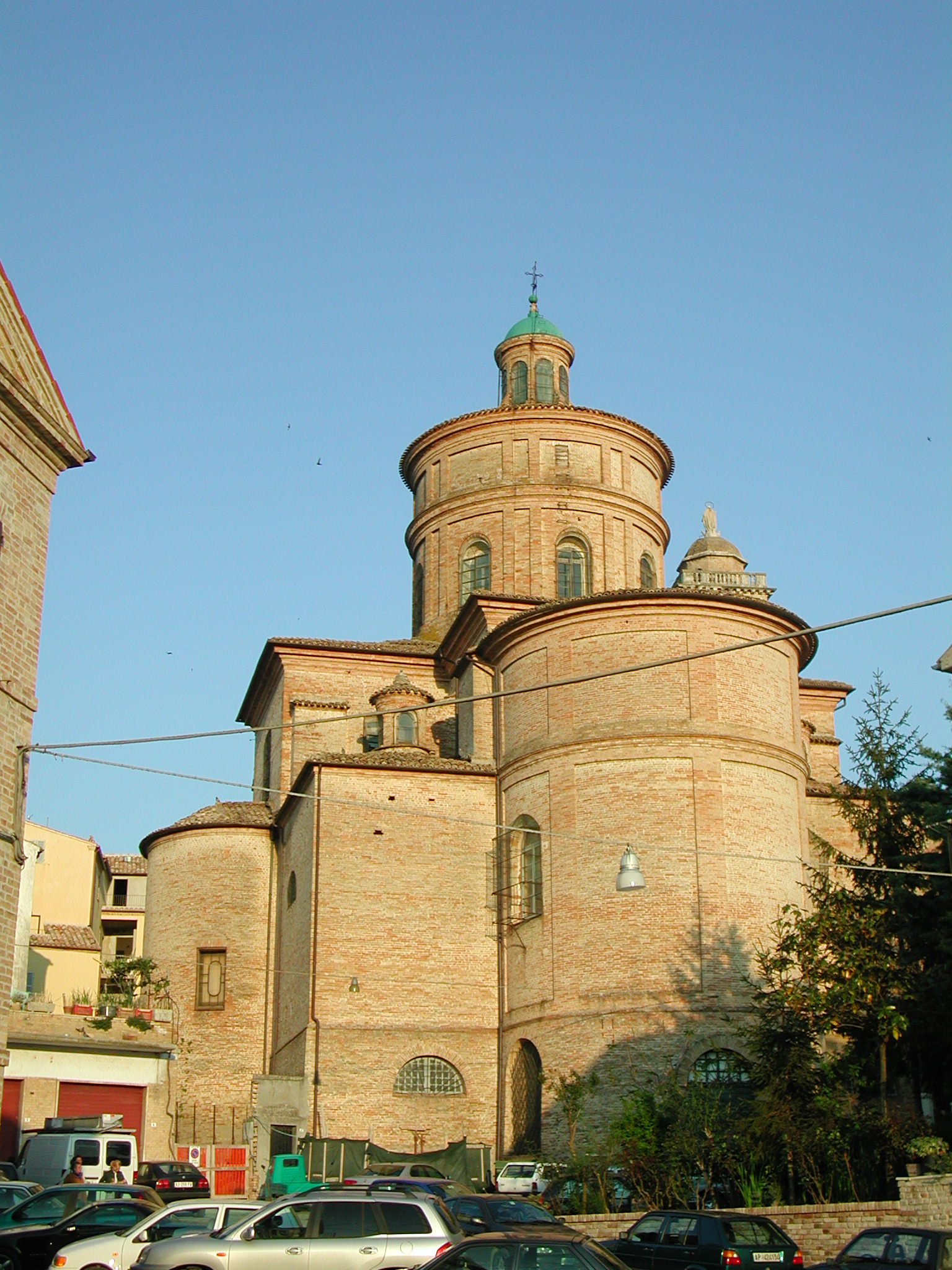
Eglise collegiale d'Offida

- Église collégiale : Construite entre 1785 et 1798 par l’architecte tessinois Pietro Maggi, qui vint remplacer et modifier profondément le dessin de l’Ascolano Lazzaro Giosafatti; Il a un intérieur de style néoclassique Louis XVI et une façade réalisée à la fin du XIXe siècle en style éclectique de briques et de travertin. À l’intérieur, entre autres, il y a un cercueil en bois du XIIIe siècle avec 26 figurines en bois d’art septentrional, une croix en astile du XIVe siècle, un reliquaire du XVe siècle, un groupe en bois du XVIe siècle, un crucifix en bois de Desiderio Bonfini (1612), peintures des XIVe, XVe et XVIe siècles (école de crible et école de Pietro Alemanno). Le chœur sculpté avec des colonnes tordues et des miroirs en racine de Vérone à deux ordres de 14 stalles a été réalisé par Alessio Donati pour l’église de Santa Maria della Rocca est transféré en 1794 dans la collégiale, avec les reliques de San Léonard de Noblac conservées dans une urne placée à l’intérieur du maître-autel, lui aussi en bois. Le 12 novembre 1994, le corps du bienheureux Corrado da Offida, transféré solennellement de Pérouse, a été placé sur le troisième autel de gauche, où il avait été conservé dans l’Église de San Francesco al Prato, désormais dé-consacrée. L’église, malgré la distance, a souffert de la forte secousse de tremblement de terre qui s’est produite à L’Aquila le 6 avril 2009 : en fait, le jour du tremblement de terre quelques morceaux se sont détachés du clocher.
- Sanctuaire du Bienheureux Bernard : Le couvent des capucins d’Offida avec l’église annexe, où il vécut pendant de longues années, resta debout de 1614, année de fondation, jusqu’en 1893, quand les frères, en vue du bicentenaire imminent de la mort du bienheureux, décidèrent d’en reconstruire un autre plus moderne, avec une église plus grande et plus décente en son honneur. Ils reconstruisent les deux bâtiments sur le même terrain conventuel selon le dessin de l’architecte capucin fra Angelo da Cassano d’Adda. Frère Angelo vient d’arriver à Offida, au printemps 1893, après une étude attentive du site, résultat avec une configuration à caractère stratigraphique et argileux, donc terrain difficile et à haut risque relativement au secteur de la construction, a pris sa décision courageuse : malgré tout, il décida de ne pas changer le site de la construction mais de déplacer seulement de quelques dizaines de mètres vers le sud-ouest le siège du nouveau complexe conventuel. Dans le nouveau Sanctuaire, à trois nefs, vaste et lumineux, une chapelle a été prévue en l’honneur du bienheureux, destiné à la garde de sa dépouille mortelle. Dans un premier temps dans la nouvelle église, la chapelle du bienheureux était ornée d’un autel de style composite puis abattu pour faire place à l’ensemble architectural actuel. L’autel était orné de quatre colonnes torsadées, en bois foncé, deux par côté, avec un entablement classique, à plusieurs modules. Au centre s’ouvrait la niche avec la statue du bienheureux, tenant le lys sur la droite et le crâne sur la gauche, tandis qu’un petit ange, sur sa gauche, montrait une inscription. Il est probable que l’autel ait été composé avec des éléments architecturaux de l’ancienne chapelle du bienheureux, construite en 1792, s’il ne s’agissait pas même du même ancien autel, installé dans le nouveau siège. L’actuelle chapelle se dresse dans le troisième compartiment latéral gauche, élargi en profondeur, qui, avec un andite en face, des mêmes dimensions, maintenant occupé par l’orgue, donne à l’église la forme de croix latine, à trois nefs. Le baldaquin est constitué de quatre colonnes avec des bases verticalement développées et sobrement décorées, avec des tiges lisses et avec des chapiteaux corinthiens, et est embelli avec des décorations dans l’architrave et dans la voûte, sûrement dues au Girolomini, et la flèche se terminant par une croix au centre. Dans une bande, on peut lire : MANUM SUAM APERUIT INOPI (il ouvrit la main au nécessiteux), avec une allusion explicite à la bonté et à la générosité du bienheureux envers les pauvres. En vue du troisième centenaire de la mort du bienheureux (1994) le 14 octobre 1992 ont commencé les travaux de restauration des décorations picturales, du toit de l’église. Après la naissance de 1992 a commencé la restructuration du chœur et du presbytère. Un nouvel autel en bois a été aménagé dans le presbytère. Les deux nouveaux ambons sont l’œuvre admirable de l’ébéniste capucin père G. Trombetta da Cingoli. La voyante illumination exalte la couleur vive des toiles peintes en spatule, œuvres d’un artiste qui nourrit et anime ses figurations de lumière du jour. À cette occasion a été érigée une statue commémorative du Bienheureux Bernard placée au début de l’allée d’accès au sanctuaire réalisée par Aldo Sergiacomi.

### Architecture civile
- Le Palais municipal

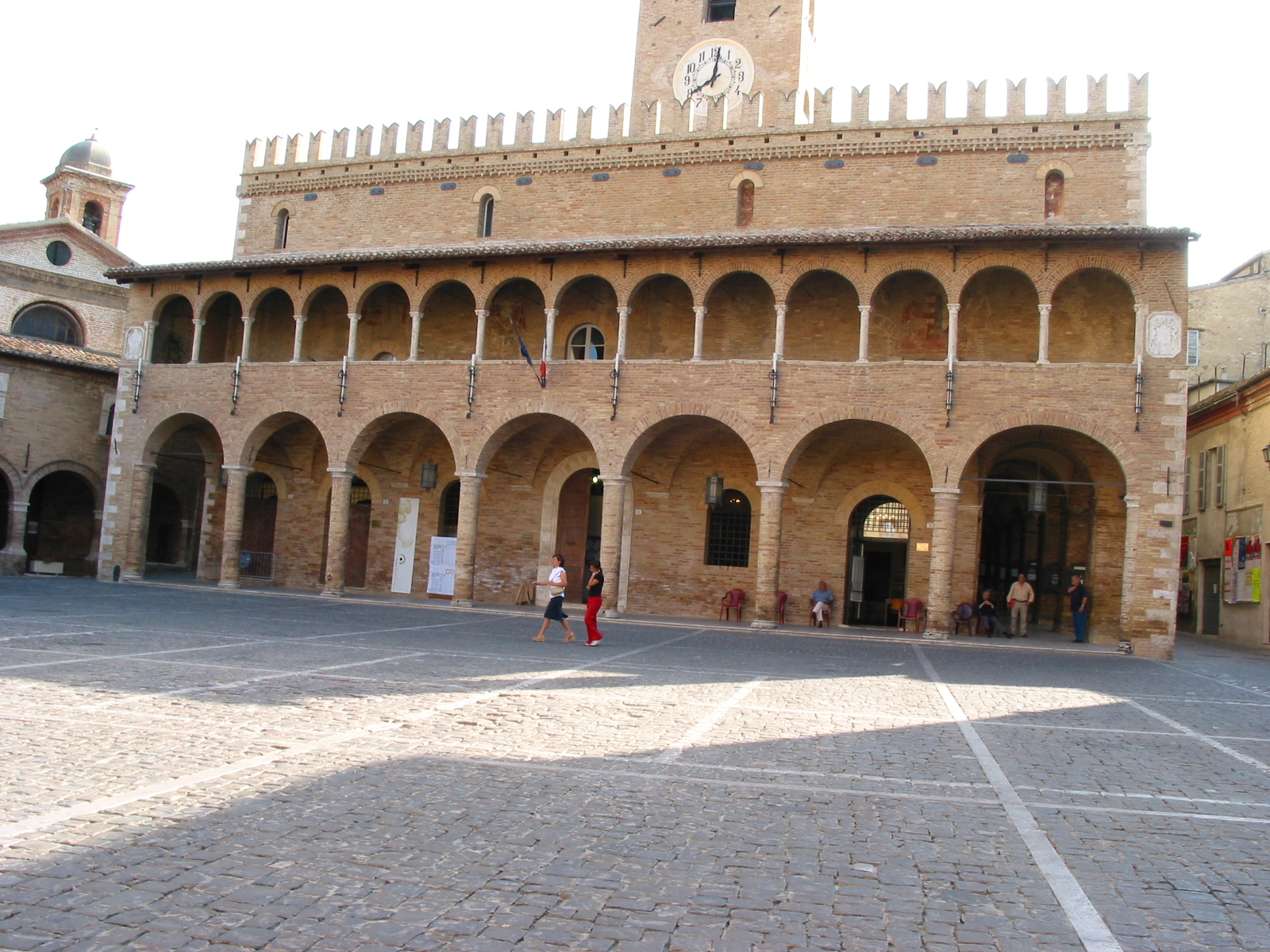
Palais Communal d'Offida

Construit entre le XIIIe et XIVe siècles (tour centrale crénelée). La façade est précédée d’un portique à 7 arcades avec une élégante loge à 14 arcades dressée au XVe siècle. À l’intérieur il y a une petite pinacothèque avec des œuvres de Pietro Alamanno et Simone de Magistris da Caldarola. Dans les archives historiques communales, on conserve, entre autres, le cadastre du parchemin mutile du XIVe siècle, fort de 70 parchemins en caractères gothiques.
- Le Théâtre Serpente Aureo

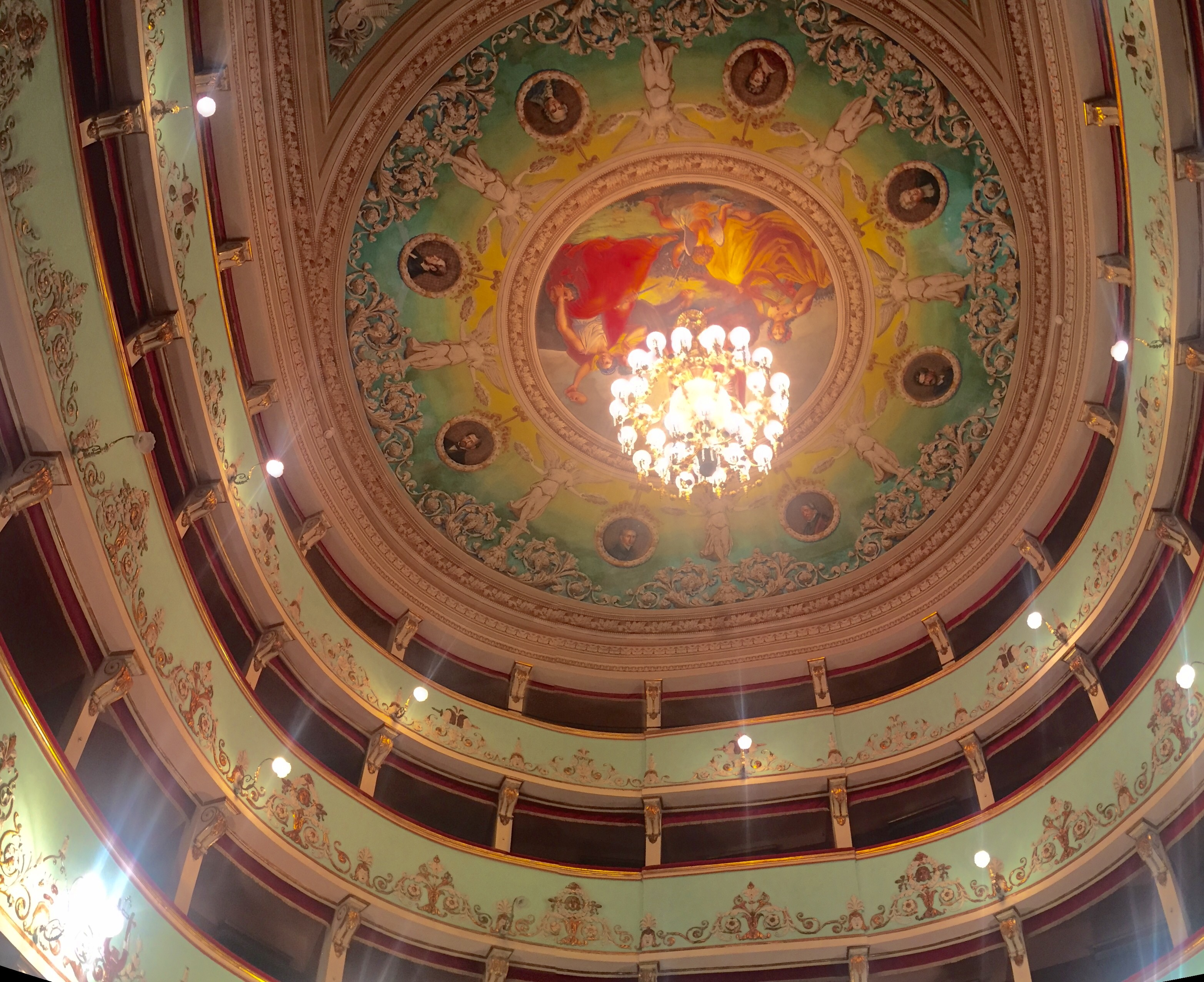
plafond du théâtre Serpente Aureo

Le théâtre fut construit en 1820 sur un dessin de Pietro Maggi, démolissant une partie de l’ancienne maison communale dont est resté l’élégant portique du XVe siècle pour servir de façade. Agrandi et décoré peu après l’unité de l’Italie avec des stucs dorés et des peintures à la détrempe. Avec un plan « à boccascena  » ou à « fer à cheval  » typique des théâtres du XVIIIe siècle compte trois ordres de dix-sept palchetti et un loggione divisé en quinze parties.

## Culture
On peut encore voir dans les rues d'Offida des dentellières exerçant leur art à la vue des passants, perpétuant ainsi cette tradition de mère en fille depuis cinq siècles.
Un monument a été érigé en leur honneur à l'entrée de la ville fortifiée.

### Musées
- Musée archéologique "Guglielmo Allevi".Installé à l’intérieur du Palais communal il a des pièces du paléolithique, du néolithique, de l’âge du bronze et de la civilisation picentine.
- Pinacothèque civique d'Offida
- Musée des traditions populaires. Installé dans les locaux souterrains de l’ancien couvent de Sant’Agostino.
- Musée de la dentelle à tombolo offidien.
- Musée Aldo Sergiacomi. Dans l’atelier qui fut du sculpteur offidien spécialisé en œuvres d’art sacrées en marbre et en bronze.

### Tradition et folklore
- Le carnaval d’Offida : d’origines très anciennes, le carnaval a une tradition bien établie et se caractérise par des manifestations très originales qui tirent probablement leur origine des saturnales voire lupercales romaines. Les témoignages historiques remontent au XVIe siècle quand le carnaval a sa plus grande splendeur dans les grandes villes comme Rome et Venise. Les principales manifestations qui caractérisent aujourd’hui le carnaval offidien sont essentiellement au nombre de deux : le boeuf feint et les Vlurd.

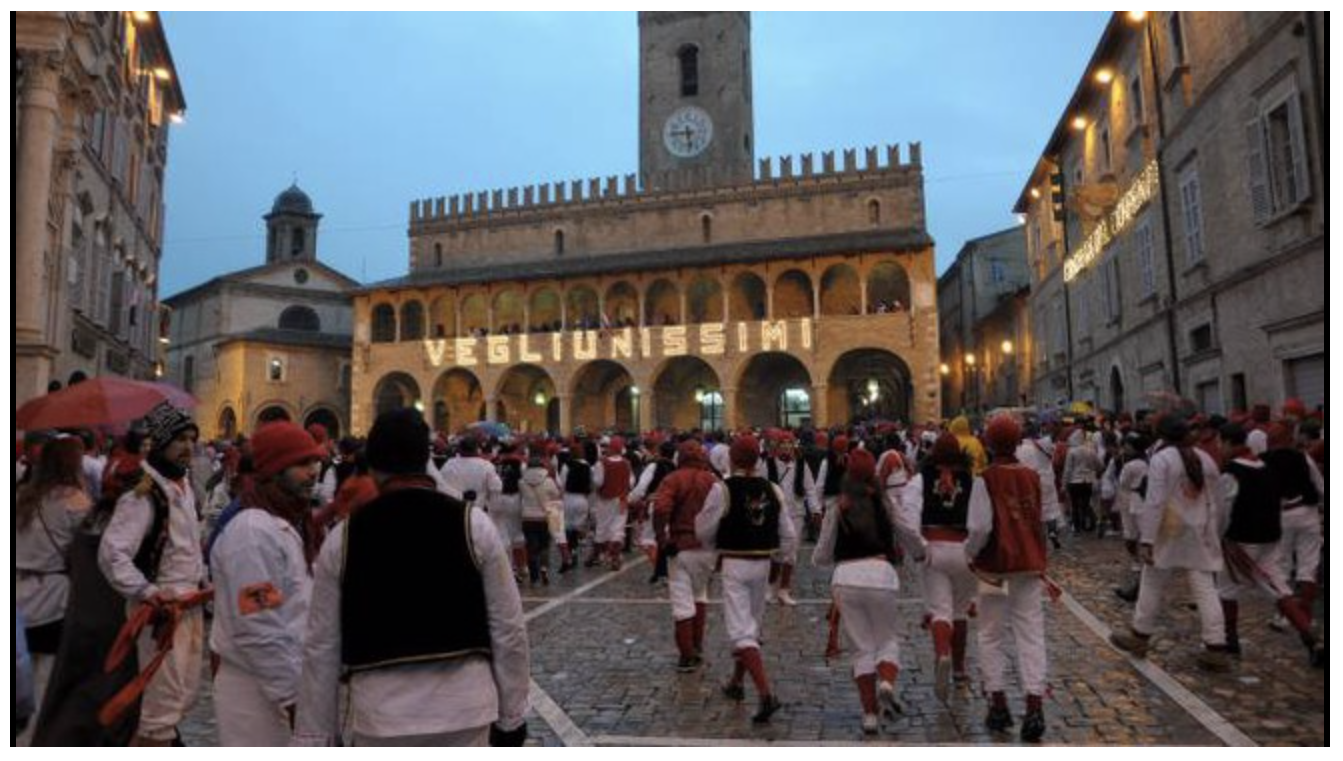
Le Bove Finto sur la Piazza del Popolo

- Le vendredi gras, à partir des toutes premières heures de l'après-midi, un bœuf rudimentaire constitué d’un cadre en bois et en fer, en remplacement d'un vrai bœuf depuis 1819, recouvert d’un tissu blanc et porté sur leurs dos par quelques hommes, commence à errer dans les rues centrales du pays jusqu’à une place où une foule est venue le chasser. Vêtue du guazzarò, une simple robe blanche et large (une fois) utilisée pour les travaux des champs, la foule excite le bœuf par des cris et des mouvements qui rappellent beaucoup les corridas. Le chaos provoqué par les changements de direction soudains de l'animal, les courses et les cris de la foule génèrent également des moments de tension et de panique en général conclus dans l'hilarité et l'émèchement voire l'ivresse provoqué(e) par le vin local consommé abondamment par tous les participants. Dans l’obscurité, la fatigue et l’obscurcissement dus aux boissons abondamment bues, la fête prend fin avec la mise à mort au moins symbolique du bœuf dont on fait toucher par les cornes une colonne du palais municipal. Une procession finale du bœuf mort dans les rues en chantant l’hymne du carnaval ophidien achève l'événement.
- Avec le terme Vlurd, on indique des bandes de roseaux rembourrés de paille, de longueur variable, qui sont allumées et portées à épaule par des centaines d’hommes et de femmes masqués avec des guazzarò, le long des rues du pays le soir du mardi gras. Le crépuscule et l’atmosphère encore médiévale du centre habité, donnent à cette procession de faisceaux incendiés portés par des personnes masquées une suggestion très particulière. La procession désordonnée se termine sur la place centrale où un grand feu est allumé. Jusqu’à l’extinction de celui-ci, on commence des bals effrénés par lesquels on détermine la fin du carnaval. Vlurd a une étymologie commune au terme bagordo, avec laquelle on désignait en même temps le manège nocturne (donc lié à la fête, à la gozzoviglia, à la bagordo) et le faisceau de roseaux qui servait typiquement à l’éclairer.
- La Dentellerie au tombolo à fuseaux : L’art de la dentelle aux fuseaux (à tombolo en italien, du latin tumulus), est une tradition qui se transmet depuis au moins cinq siècles de mère en fille. Pour réaliser manuellement la dentelle précieuse il faut peu d’instruments : un tombolo, c’est-à-dire un rouleau long d’environ 30 centimètres et d’un diamètre de 20 centimètres ; une prébende, du latin prae habere, tenir devant, ainsi appelée encore en dialecte, c’est-à-dire le reggitombolo à trois pieds, fil, épingles en laiton argenté et quelques paires de fuseaux. Les premiers témoignages historiques de l’utilisation du tombolo à fuseaux, pour la réalisation de dentelles précieuses, remontent au XVIe siècle, mais quelques œuvres picturales laissent penser que la tradition était déjà solide au moins deux siècles auparavant. Au XVIIe siècle, la dentelle offidienne était recherchée pour sa qualité et sa finesse.

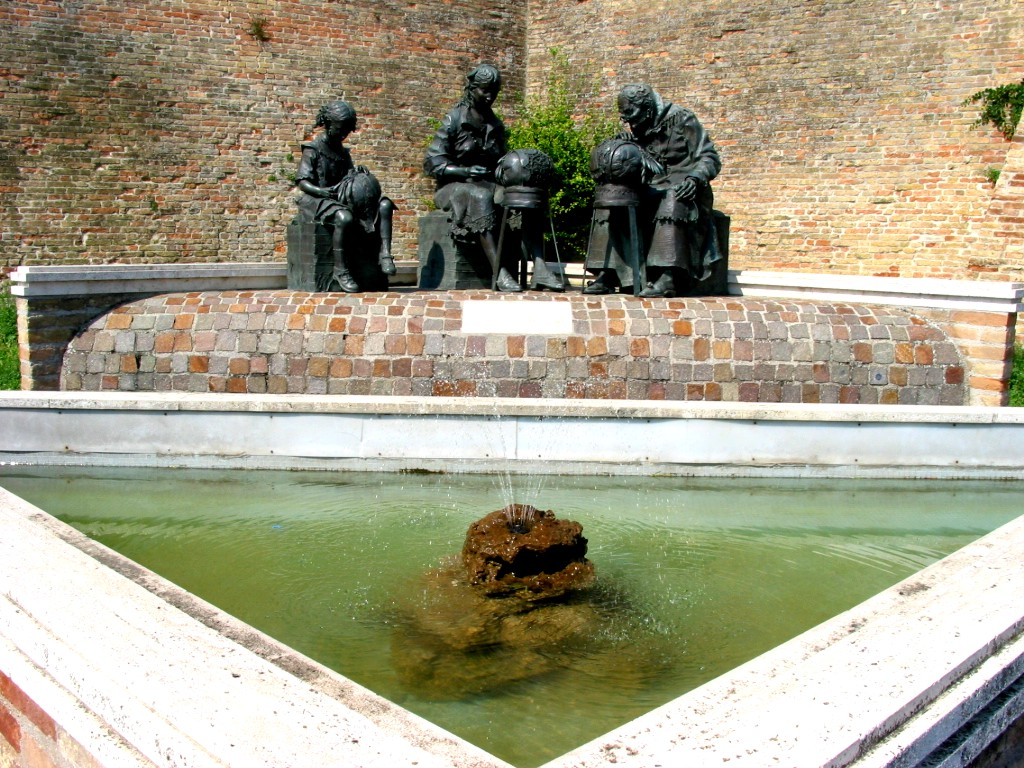
Monument aux dentellières
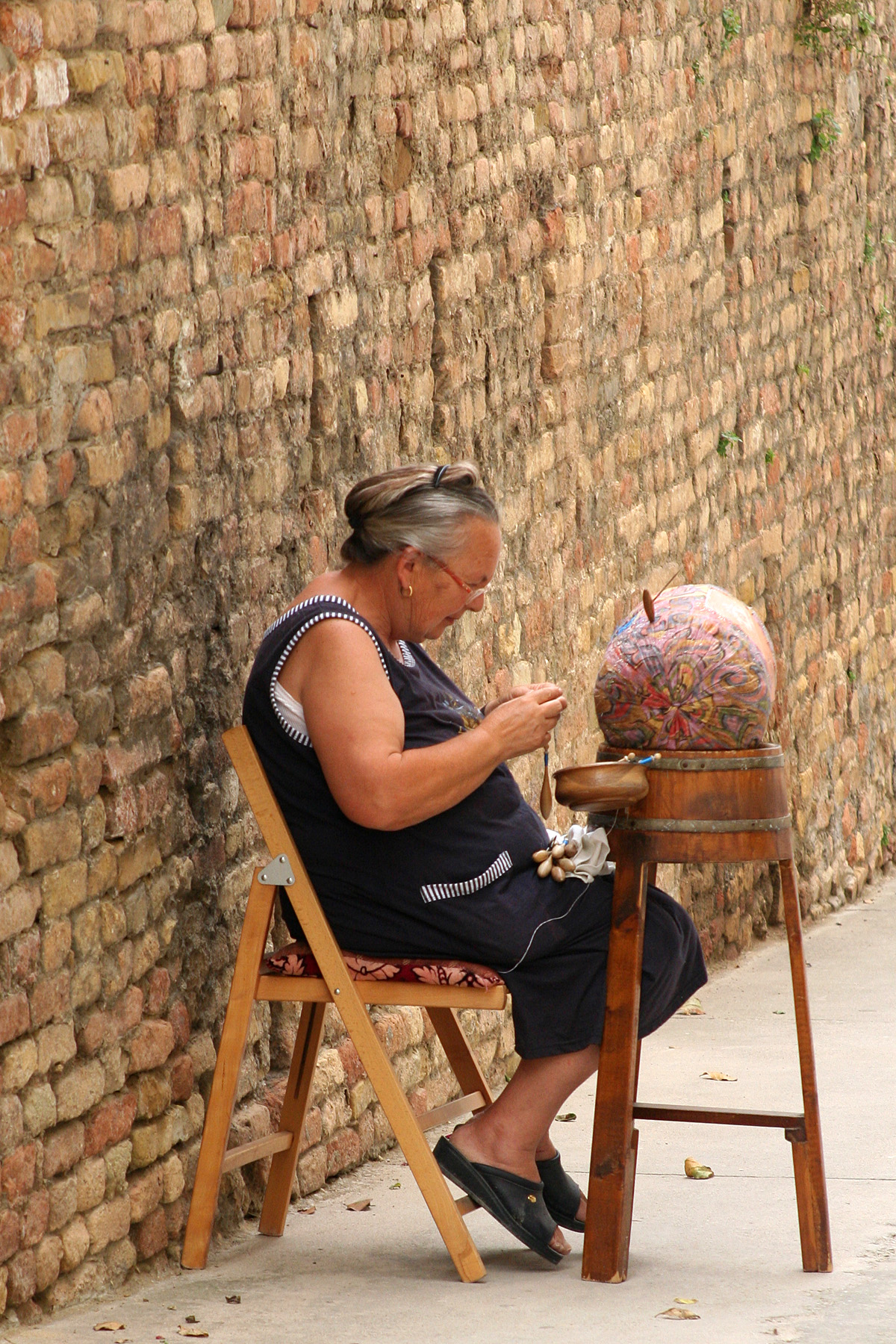
dentellière à Tombolo

### Évènements annuels
- Carnaval historique de l’Offidien : du jeudi au mardi gras.
- La sainte Croix : 3 mai, commémoration du miracle eucharistique (Le nom de l’ancienne fête est due au précieux reliquaire en forme de croix qui a été réalisé au XIVe siècle par des artistes vénitiens et qui est porté en procession avec les autres signes traditionnels du miracle : la coupe ensanglantée, la nappe ensanglantée et le cheval/mulet)
- Beato Bernard d'Offida : Célébré le 23 août
- Beato Conrad d'Offida : Célébré le 30 septembre
- Saint Léonard de Noblac, patron d’Offida: Célébré le 9 novembre
- Le Cove : au mois d’août à l’église de la Addolorata, c’est la fête du blé, d’ancienne tradition paysanne.

## Personnalités liées à la commune
- Conrad d'Offida (vers 1241-1306) bienheureux franciscain né à Offida. Son corps repose dans la collégiale d'Offida.
- Bernard d'Offida (1604-1694) bienheureux capucin mort à Offida, ses reliques se trouvent à Offida.
- Olindo Pasqualetti (1916-1996), né à Offida, prêtre, professeur à l'université catholique de Milan, poète de langue latine.

## Économie
Offida située au cœur d'une région vinicole a donné naissance dans sa cité et les bourgs avoisinants à de nombreuses caves et coopératives vinicoles.
À la fin du XIXe siècle, Offida possédait une production de tabac et plusieurs industries du ver à soie. Un développement rapide qui est freiné par les deux guerres et qui reprend dans les années soixante avec la modernisation des procédés agricoles et l’ouverture d’usines d’emballage, chaussures, sacs, métallurgie légère, matériel électrique.

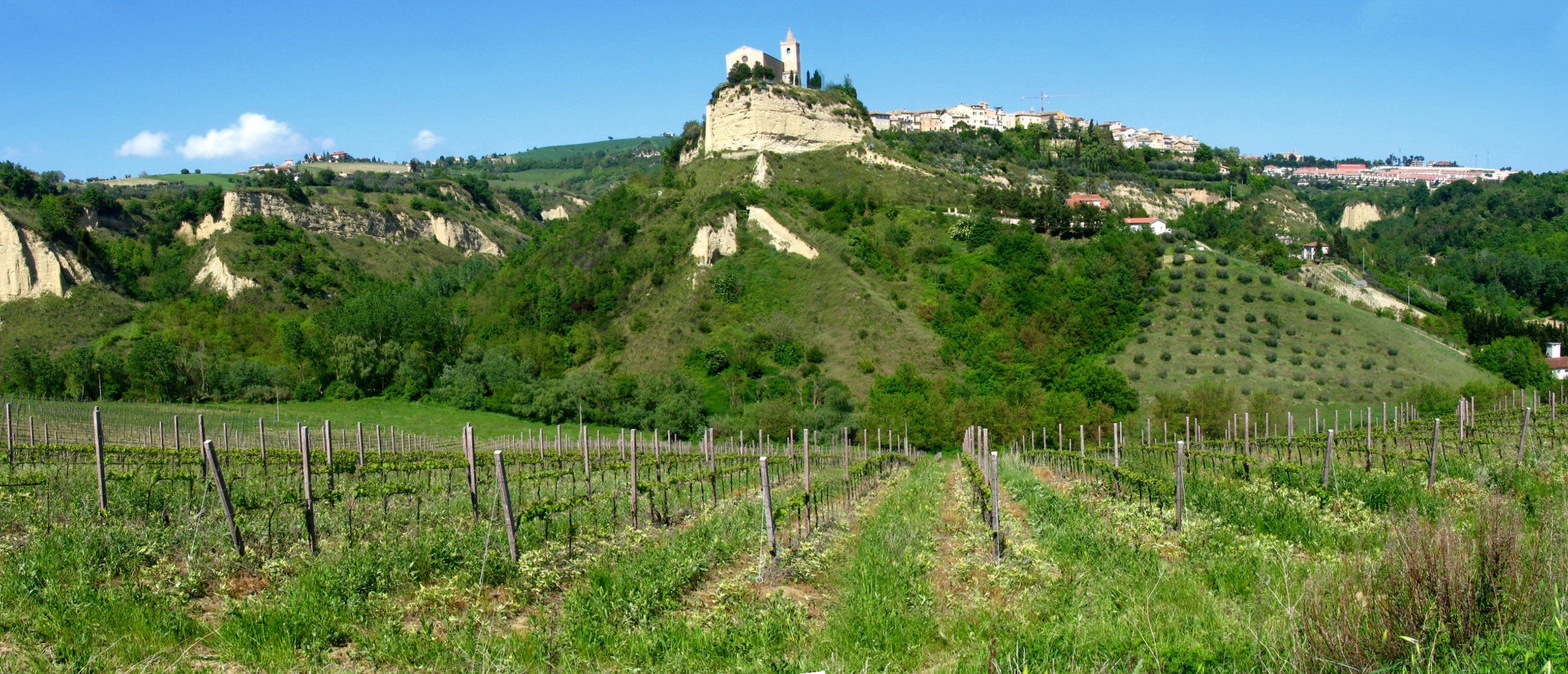
Vignes en contrebas d'Offida

L’orientation actuelle vise à une valorisation des excellences du lieu qui sont représentées par la production de vin de qualité (Rosso Piceno et Rosso Piceno Superiore) et par la dentelle à tombolo dans le domaine artisanal.

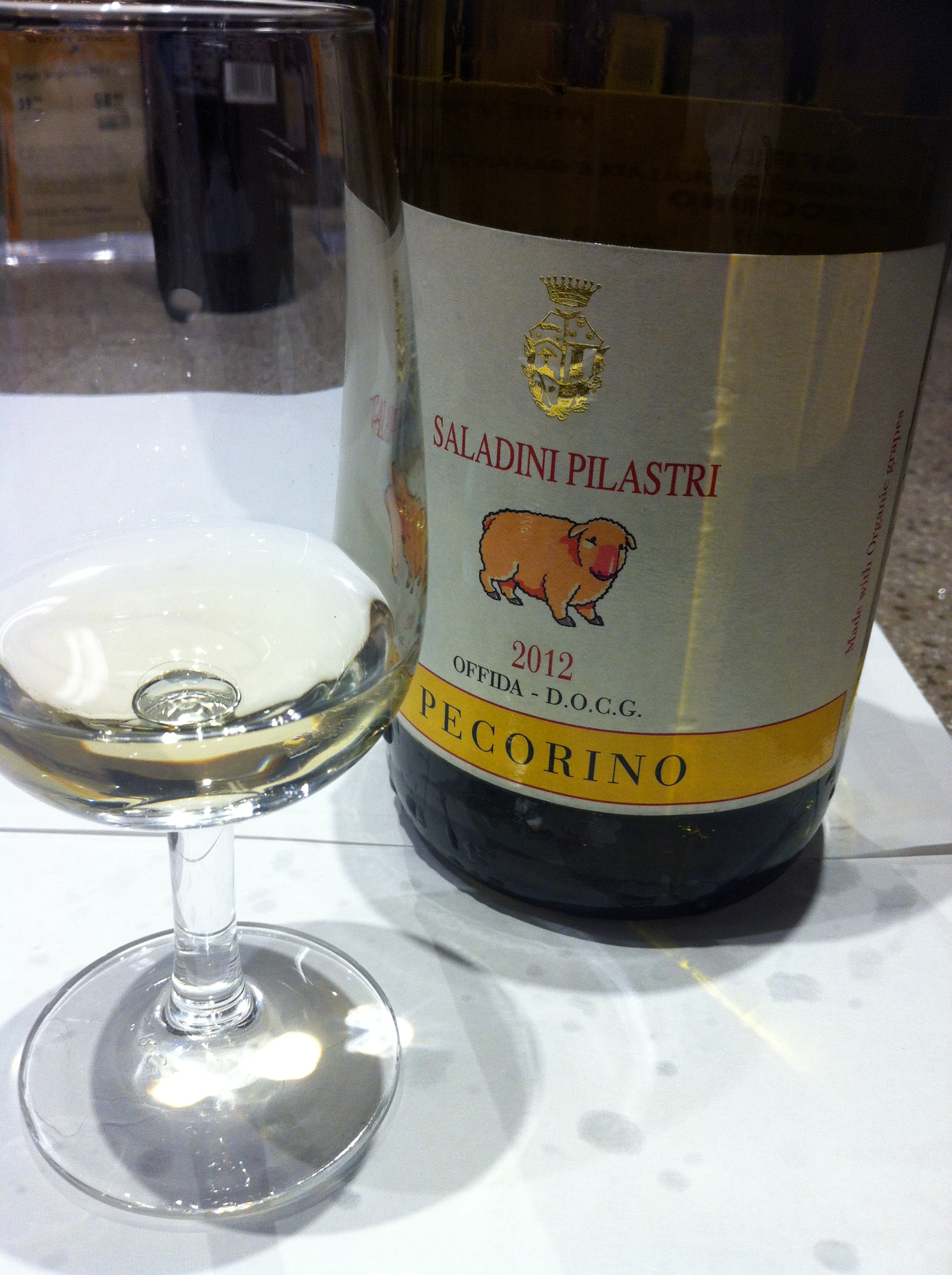
Vin blanc d'Offida

## Administration
| Période                                  | Période  | Identité       | Étiquette                | Qualité |
| ---------------------------------------- | -------- | -------------- | ------------------------ | ------- |
| 13 juin 2004                             | En cours | Lucio D'Angelo | Solidarité et Démocratie |         |
| Les données manquantes sont à compléter. |          |                |                          |         |

## Ethnies et minorités étrangères
Selon les données ISTAT au 31 décembre 2015, la population étrangère résidente était de 364 personnes (7,20 %). Les nationalités les plus représentées par leur part dans la population résidente totale étaient:
Chine, 128 (2,53 %)
Albanie, 48 (0,95 %)
Roumanie, 39 (0,77 %)

### Hameaux
San Barnaba, Santa Maria Goretti, Borgo Miriam.

### Communes limitrophes
Acquaviva Picena, Appignano del Tronto, Castel di Lama, Castignano, Castorano, Cossignano, Monsampolo del Tronto, Ripatransone, Spinetoli.

### Évolution démographique
Habitants recensés